# Camama
Camama – miasto w Angoli, w prowincji Luanda.